# 川村ケンスケ
川村 ケンスケ（かわむら けんすけ、1965年 - ）は、日本の映像ディレクター。主にCM、PVなどの作品を手掛けている。

## 人物
CMの初ディレクション以降手掛けた作品はJTB、アサヒビール、カネボウKATE、ニコン、上海SHARP、その他多数。ミュージック・ビデオの主な作品には、ゲスの極み乙女。、ジェニーハイ、GLIM SPANKY、サザンオールスターズ、、桑田佳祐、嵐、安室奈美恵、フィッシュマンズ、東京スカパラダイスオーケストラ、藤井フミヤ、毛皮のマリーズなどがある。現在もCF、音楽ビデオ、ライブビデオの演出を行っている。
インディーズ音楽の専門サイト『キャンプサイト kampsite』では、インディーズ音楽とその映像のプロデュース等を行う。

## 来歴
三重県四日市市出身（長崎県島原市出生。その後に転居）。
東京外国語大学外国語学部英米語学科 卒業後、キティレコードに入社。
映像制作会社「メルサット」に配属後、音楽ビデオを中心にした映像の制作会社であるゴイス株式会社設立時に参加。同社とのマネジメント契約下で活動をする。
- 1992年、音楽ビデオの演出を始める。
- 1999年の、木村拓哉出演「サントリーリザーブシェリー樽仕上げ・シェリーの風 篇」が、初めてのCFディレクション。
- 2002年、初の劇場用映画監督作品、「記憶の音楽 Gb」公開。
- 2006年、フィッシュマンズのリユニオン・ツアーの様子をおさめた劇場用映画「THE LONG SEASON REVUE」を監督。

音楽ビデオ／CFのディレクションを続けつつ、2010年、インディーズ・ミュージシャンの活動サポートを目的としたライブ動画・情報配信＋ECサイト、kampsite〈キャンプサイト〉を主宰。パートナー・インディーズ・ミュージシャンのプロデュースを始める。
2014年、kampsite〈キャンプサイト〉を、自身が主宰する合同会社に発展。代表となる。

## 作品リスト

### ミュージック・ビデオ
- LiSA「赤い罠(who loves it?)」
- indigo la End「ほころびごっこ」
- VAMPS「TROUBLE」
- ジェニーハイ「片目で異常に恋してる」
- GLIM SPANKY「ハートが冷める前に」「愚か者たち」「怒りをくれよ」
- ゲスの極み乙女。「あなたには負けない」「シアワセ林檎」
- miwa「storyteller」
- 安室奈美恵 「CAN YOU CELEBRATE? feat. 葉加瀬太郎」「Let's Go」 「Love Story (VMAJ 2012 最優秀女性アーティストビデオ賞)」 「#1」（feat.川畑要 from CHEMISTRY）「Hide & Seek」」（MVA'08・Best Female Video、VMAJ'08・Best R&B Video受賞）、「Sexy Girl」
- 嵐「Do you?...」「愛を叫べ」「A・RA・SHI」「誰も知らない」「Endless Game」「Calling」「Face Down」「ワイルド アット ハート」「まだ見ぬ世界へ」「SUNRISE日本」「a Day in Our Life」「ナイスな心意気」「Lucky Man」「Step and Go」
- 安藤裕子「パラレル」「輝かしき日々」「鬼」
- 中島美嘉「Heaven On Earth」「FAKE」「Venus In The Dark」「SEVEN」
- いきものがかり「ぼくらのゆめ」「あなた」「GOLDEN GIRL」「熱情のスペクトラム」
- AKB48関連
  - NMB48「奥歯」
  - HKT48「Buddy」「カメレオン女子高生」
  - NGT48「抱いてやっちゃ桜木町」
- H ZETT M「嬉しさを抱きしめて」
- F-BLOOD「未来列車」「孤独のブラックダイアモンド」
- KAT-TUN「EUPHORIA」「KISS KISS KISS」
- 亀梨和也「Pure Ice」
- KANA-BOON「ハグルマ」
- キセル「ハナレバナレ」「ピクニック」「雪の降る頃」「渚の国」
- Jackson Vibe「案ずるな」「さよならヒーロー」
- 吉川晃司「サバンナの夜」「ベイビージェーン/ジャスミン」
- 久保田利伸「Tomorrow Waltz」「STAR LIGHT」「Love Rain 〜 恋の雨」「流れ星と恋の雨」
- クラムボン「Yet」「便箋歌 from LIVE「clammbon2010『☆SUPER☆STAR☆』」「Sooo,Quiet」
- 桑田佳祐「桑田佳祐 / WOWOW25周年記念 桑田佳祐「偉大なる歌謡曲に感謝〜東京の唄〜」」「Yin Yang」「愛しい人へ捧ぐ歌」「幸せのラストダンス」「本当は怖い愛とロマンス」「素敵な未来を見て欲しい」「D.V.D. WONDER WEAR 桑田佳祐ビデオクリップス」
- 毛皮のマリーズ「ボニーとクライドは今夜も夢中」「Mary Lou」「ハートオブゴールド」「THE END」
- Ken「Deeper」
- ドレスコーズ「LOLITA」
- 倖田來未「夢のうた」(VMAJ'07・最優秀女性アーティストビデオ賞、最優秀ビデオ賞)「Get Up & Move」
- GOING UNDER GROUND「センチメント・エキスプレス」「ミラージュ」「ランブル」「Happy Birthday」
- 佐久間正英「Last Days」
- サザンオールスターズ「アロエ」「天国オン・ザ・ビーチ」「ピースとハイライト」「イエローマン 〜星の王子様〜」
- ZIGGY 「うたた寝の途中」
- SCANDAL「ハルカ」
- SPARTA LOCALS「ピース」「トーキョウバレリーナ」「FLy」「夢ステーション」「ばかやろう」
- So Many Tears「Amazing Melodies」「(don't let go of your)PRECIOUS」
- SOPHIA「ゴキゲン鳥 〜crawler is crazy〜」「ビューティフル」「Place〜」「進化論 〜GOOD MORNING! -HELLO! 21st-CENTURY〜」「KURU KURU」「未だ見ぬ景色」「理由なきNew Days」「旅の途中」「please, please」「花は枯れて また咲く」「青い季節」「ANSWER-イチバンタダシイコタエ-」「one summer day」「エンドロール」
- DAIGO「CHANGE !!」「心配症な彼女」「BUTTERFLY」「いま逢いたくて…」「いつも抱きしめて」「無限∞REBIRTH」
- チーム・アミューズ!「Let's try again」
- TRF「Where to begin」「Silence Whispers」「iNNOVATiON」「Live Your Days」「Memorial Snow」
- Do As Infinity「生まれゆくものたちへ」「ETERNAL FLAME」
- 東京スカパラダイスオーケストラ「黄昏を遊ぶ猫」「太陽と心臓」「美しく燃える森」「銀河と迷路」「STROKE OF FATE」「TONGUES OF FIRE」「星降る夜に」「Come On!」「Break into the light」「All Good Ska Is One」
- 東方神起「Survivor」
- AAA「唇からロマンチカ」
- 中村中「汚れた下着」「裸電球」「風立ちぬ」「家出少女」
- のあのわ「ゆめの在りか」「ループ、ループ」「Sweet Sweet」「グラデーション」
- ハシグチカナデリヤ hugs The Super Ball「RIN! RIN! Hi! Hi!」
- 原田郁子「銀河」
- 一十三十一「GO NO GO」「きらめきMovin' on」「ウェザーリポート」「今、パークウェイ」
- V6「HONEY BEAT」「ジャスミン」「Voyeger」
- フィッシュマンズ「SUNNY BLUE 2016 ver」「ナイト クルージング」「SLOW DAYS」「Baby Blue」「SEASON」「MAGIC LOVE」「WALKING IN THE RHYTHM」「Just Thing」「ゆらめき IN THE AIR」
- 藤井フミヤ「GIRIGIRIナイト」「青春」「孤独のDreamer」「夜明けの街」「GO BACK HOME」「僕らの人生」「嵐の海」
- BoA「make a secret」「LOVE LETTER」「永遠」
- マキシマムザホルモン「包丁・ハサミ・カッター・ナイフ・ドス・キリ」
- 三浦大知「Turn Off The Light」
- YUI「Understand」
- 吉井和哉「青春時代」「クリア」

### CM
- ソフィ/ユニチャーム上海  企業イメージ広告 More Shine
- アサヒスーパードライ「エクストラハード ただ一度だけのスーパードライ」篇（福山雅治+安室奈美恵）
- JTB 旅はわがままに楽しもう ／ JTBの夏旅（出演：桑田佳祐）
- JTB  ユニバーサルスタジオ・ジャパン ／ （出演：武井咲／髙田延彦）
- JTB の夏旅・ハワイ＆沖縄 （出演:武井咲／音楽:桑田佳祐）
- JTB  JTBの夏旅・ハワイ＆沖縄 （出演:武井 咲／音楽:サザンオールスターズ）
- ブシロード ヴァンガード（出演:DAIGO）
- 上海SHARP AQUOS （出演:ドニー・イェン）
- スリムビューティーハウス （出演:すみれ）
- 紳士服のAOKI （出演:亀梨和也）
- コカ・コーラ 2012ロンドン五輪 （出演:加藤ミリヤ）
- コカ・コーラコカ・コーラZERO （出演:安室奈美恵）
- カネボウ KATE （出演:中島美嘉）
- カネボウ ALLIE （出演:山田優）
- ニコン クールピクス （出演:木村拓哉）
- 上海三菱自動車 OUTLANDER EX （出演:金城武）
- リプトン ミルクティー （出演:安室奈美恵）　レモンティー （出演:少女時代）
- サントリー リザーブシェリー樽仕上げ （出演:木村拓哉）
- コカ・コーラ シドニー五輪
- 資生堂 アネッサ
- コーセー VISEE （出演:倖田來未）
- ジレット Venus （出演:倖田來未）
- 日産・モコ
- 中国 上海 自然堂 企業広告
- 中国 広州 京崎TOOKY携帯電話
- ビオレ ボディデリ

### ライブ・ビデオ（テレビ放送分含む）
- いきものがかり  超いきものまつり2016 地元でSHOW!! 〜海老名でしょー!!!〜 / 〜厚木でしょー!!!〜（2016年/WOWOW）
- いきものがかり いきものがかりの みなさん、こんにつあー!! 2015 〜FUN! FUN! FANFARE!〜（2015年/WOWOW）
- 久保田利伸  25th Anniversary Toshinobu Kubota Concert Tour 2012 "Party ain't A Party!"
- 安室奈美恵 namie amuro BEST FICTION TOUR 2008-2009（2009年）
- 東方神起 4th LIVE TOUR 2009 〜The Secret Code〜 FINAL in TOKYO DOME（2010年）
- クラムボン clammbon 2010『☆SUPER☆STAR☆』（「clammbon –columbia best」（2011年）に収録）
- SOPHIA philosophy - II TOUR '97「CIRCUS」FINAL at BUDOUKAN 〜CLIO〜（1997年）
- サザンオールスターズ スーパーライブ in 渚園（1998年）
- SOPHIA philosophy - III TOUR'98「ALIVE」"そして僕らは老けて行く..."（1998年）
- SOPHIA 1999 [獅子に翼 at 立川昭和記念公園 を収録]（2000年）
- SOPHIA TOUR'2001 進化論 〜GOOD MORNING!-HELLO! 21st-CENTURY〜（2003年）
- SOPHIA philosophy - VI 〜手にしたモノと 失くしたモノと 未だ見ぬモノ〜（2003年）
- 吉川晃司 KIKKAWA KOJI LIVE 2006 ROLL OVER the DISCOTHEQUE! From Club Jungle（2007年）
- 吉川晃司 THE SECOND SESSION KIKKAWA KOJI LIVE 2007 CLUB JUNGLE EXTRA TARZAN RETURN（2008年）
- BoA the LIVE 裏ボア…聴かせ系（2007年）
- BoA ARENA TOUR 2007 "MADE IN TWENTY (20)"（2008年）
- BoA THE LIVE "X'mas"（2008年）
- V6 LIVE TOUR 2007 Voyager -僕と僕らのあしたへ（2008年）
- 原田郁子 ケモノと魔法がとびかうツアー　管と弦とバンド! （2008年）
- 藤井フミヤ Sweet Groove ツアー（2011年）
- 毛皮のマリーズ CONCERT FOR TIN PAN ALLEY（2011年）

### 映画
- 記憶の音楽 Gb（2002年 ギャガコミュニケーションズ 出演：松岡充、黒澤優）
- THE LONG SEASON REVUE（2006年 東映ビデオ フィッシュマンズの2006年リユニオン・ツアーの模様を収めたドキュメンタリー・ライブ・ビデオ）
- ごっこ（2018年、パル企画） - 音楽プロデューサー

### ドラマ
- フジテレビ『最高の離婚』エンドタイトルバック（2013/2014年）

### 音楽活動／楽曲提供
- 長澤奈央「Shiny」「I Want Some Rain」（作詞・作曲・編曲／アルバム「Trip Lip」）「Doll - I'm not real」（作詞・作曲・編曲／アルバム「BODIES」）
- 前田知香「Print It On You 〜 リアルなココロ」（作詞・作曲・編曲）
- Soah i「Rainy Star」（作曲・編曲）
- CHASE「RUN TO YOU」（作詞・作曲・編曲）